# 15 век пр.н.е.

## Събития
- ок. 1500 пр.н.е. – Тутмос I става регент на Египет
- 1445 пр.н.е. – израилтянския народ напуска Египет (Петокнижие)
- 1430 пр.н.е. – основано е царството Митани в Месопотамия

## Личности
- Хатшепсут – първата жена-фараон от Древен Египет (1498 – 1483 пр.н.е.)
- Тутмос I – третия фараон от XVIII династия в Древен Египет (1479 – 1425 пр.н.е.)
- Аменхотеп II – фараон на Египет (1427 – 1401 пр.н.е.)